# Нгурука
Нгурука (суахили и англ. Nguruka) — город на западе Танзании, на территории области Кигома. Входит в состав округа Кигома сельский.

## Географическое положение
Город находится в юго-восточной части области, к северу от озера Сагара, на высоте 1062 метров над уровнем моря.
Нгурука расположена на расстоянии приблизительно 152 километров к востоку-юго-востоку (ESE) от города Кигома, административного центра провинции и на расстоянии приблизительно 920 километров к западу-северо-западу (WNW) от столицы страны Дар-эс-Салама.

## Население
По данным официальной переписи 2002 года численность населения составляла 20 413 человека.

## Транспорт
В Нгуруке имеется железнодорожная станция. Ближайший аэропорт расположен в городе Увинза.